# Ајшен — златарева кћи
Ајшен — златарева кћи (тур. Bugünün saraylısı) турска је телевизијска серија, снимана 2013. и 2014.
У Србији је приказивана 2015. и 2016. на телевизији Пинк.

## Синопсис
Прича почиње када породица Катибоглу стави своју последњу тврђаву, вилу, на продају и смести се у скроман стан у насељу Арнавуткој, а Јашар, који се жели решити дугогодишње боли, купи ту вилу. Док је Ајшен, која већ годинама сања о Истанбулу, пресрећна што је њен отац нагло одлучио сместити се у Истанбул не рекавши јој ништа, Јашар је пак спреман да се супротстави како би се осветио Ати којег сматра својим животним непријатељем.
Уфтаде, која селидбу из виле сматра питањем поноса, малтретира Ату јер је вилу купио некадашњи син управника имања породице Катибоглу, а Ату пак нимало не муче непријатељски осећаји, већ у тишини оплакује чињеницу што је изгубио вилу у којој је одрастао. Ата је одавно обрисао прошлост, чак је и пре много година опростио Асуман, коју је сматрао љубављу свог живота, и Јашару. Да покаже добру намеру, Ата Јашару и његовој лепој кћери припреми топлу добродошлицу, но ово ново стање за њега неће бити нимало лако као што мисли.
Док се Ата и Јашар у тишини обрачунавају око прошлости пуне тајни, Ајшен, која је наследила мајчину лепоту, креће у упознавање Истанбула. После смрти своје мајке живела је под очевим притиском. Има језик, али не говори, добронамерна и наивна Ајшен Истанбул је виђала само у серијама. У сваком погледу одаје да је странкиња у босфорском свету. Ајшен је толико добронамерна и жељна љубави да није ни свјесна непријатеља око себе. Упркос њеној једноставној, осредњој и презатвореној одећи, преозбиљном понашању и неупадљивости, Ајшенина привлачна и једноставна лепота плени пажњу чак и најподругљивијих погледа у њеној околини.

## Сезоне
| Сезона | Сезона | Број епизода | Приказивање у Турској                     | Приказивање у Србији                      |
| ------ | ------ | ------------ | ----------------------------------------- | ----------------------------------------- |
|        | 1      | 31 (1 — 31)  | 9. новембар 2013 — 21. јун 2014. ()       | 20. јул 2015 — 12. јануар 2016. (Пинк)    |
|        | 2      | 5 (32 — 36)  | 13. септембар 2014 — 11. октобар 2014. () | 12. јануар 2016 — 9. фебруар 2016. (Пинк) |

## Улоге
| Глумац:         | Улога:           |
| --------------- | ---------------- |
| Селчук Јонтем   | Ата Катибоглу    |
| Назан Кесал     | Уфтаде Катибоглу |
| Џансу Тосун     | Ајшен Каја       |
| Али Ерсан Дуру  | Фатих Сојсал     |
| Серхат Теоман   | Саваш Атаман     |
| Гуленај Калкан  | Резан Атаман     |
| Дилшад Челеби   | Неслихан         |
| Бегум Акаја     | Фериде Катибоглу |
| Бариш Ардуч     | Селим            |
| Алихан Араџи    | Четин Катибоглу  |
| Метин Џошкун    | Јашар Каја       |
| Сема Чејрекбаши | Невбахар         |
| Дилек Челеби    | Елмас            |
| Ердоган Туткун  | Комесар          |